# Barak 8

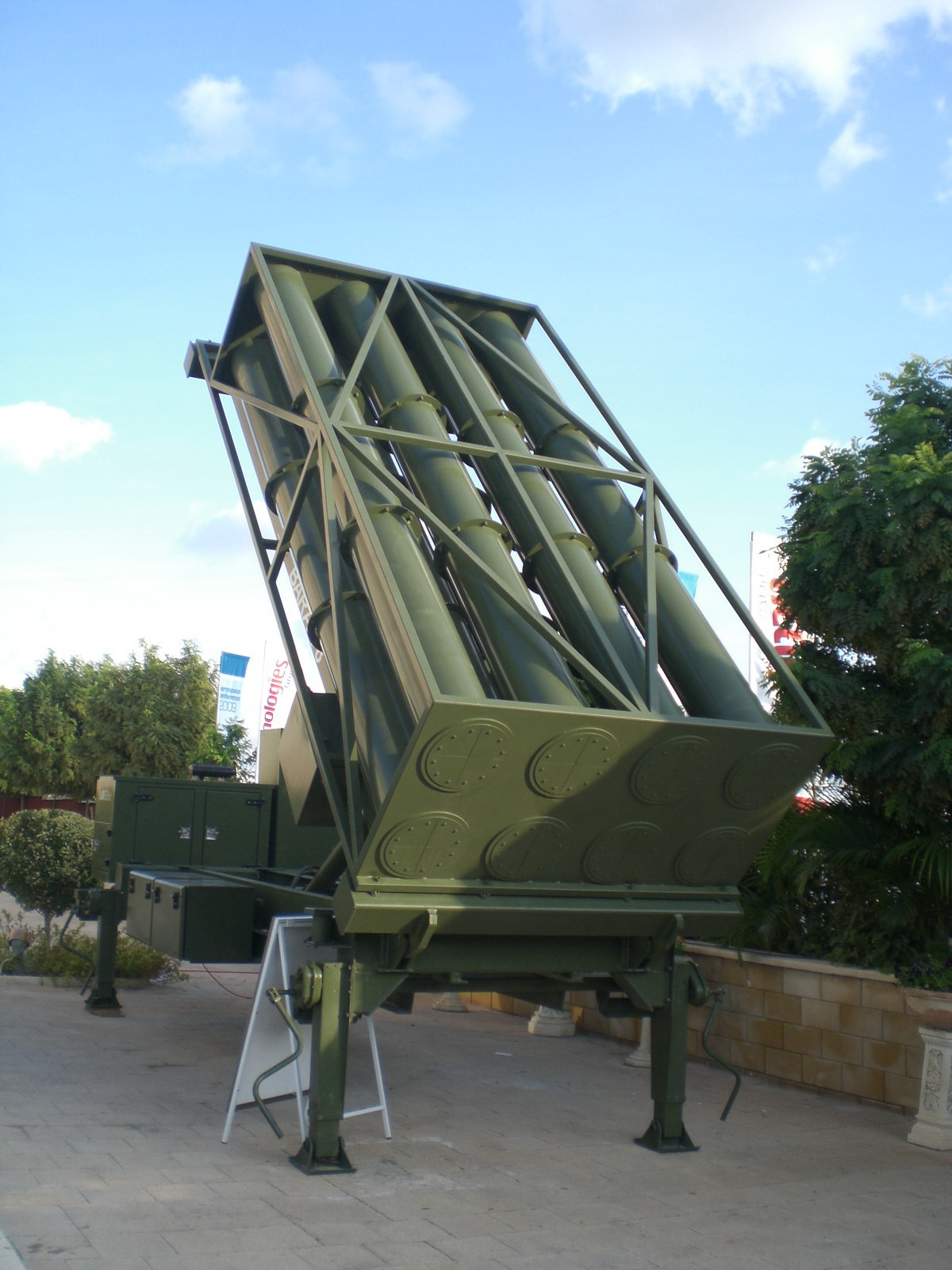
Module met 2 x 4 = 8 raketten

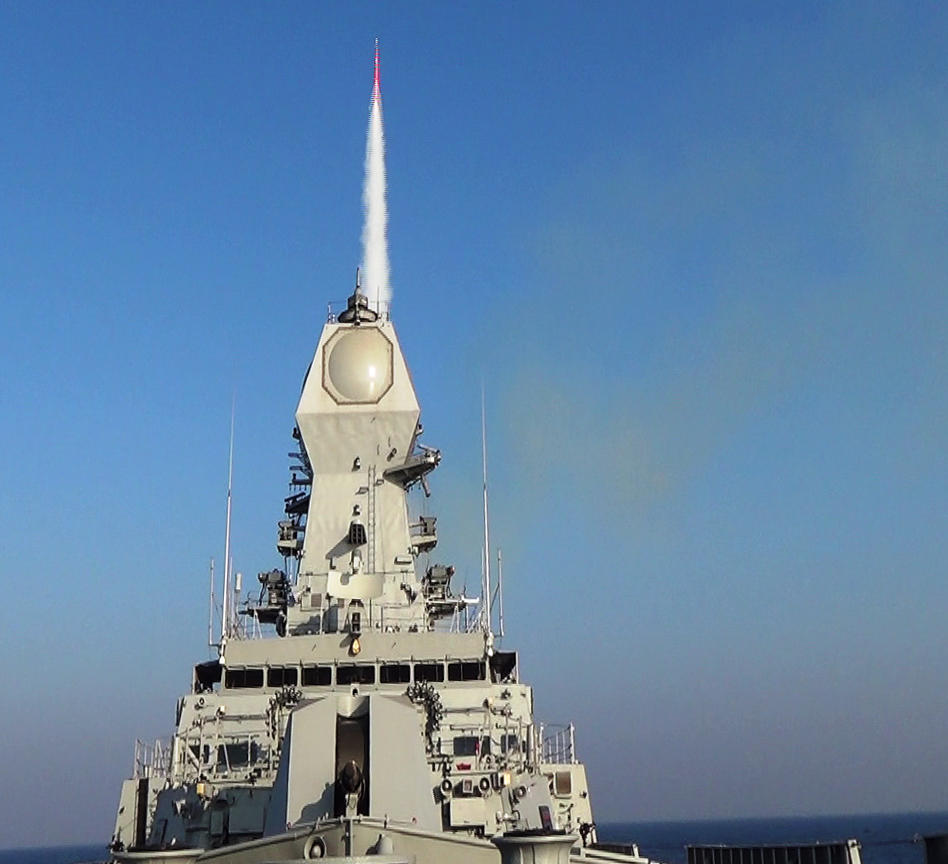
Torpedobootjager INS Kolkata lanceert een Barak 8 LR

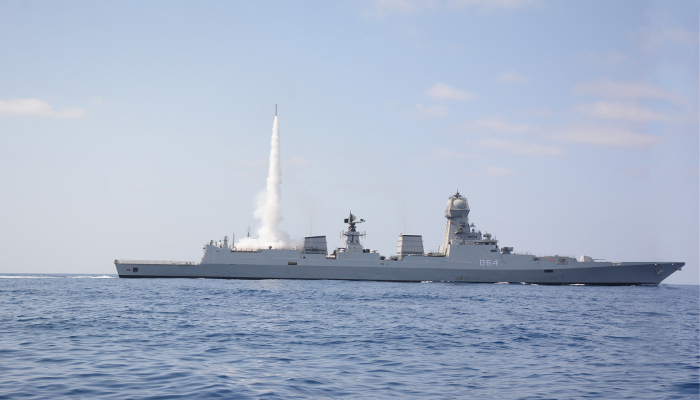
Torpedobootjager INS Kochi lanceert een Barak 8 MR

Barak 8 (Hebreeuws: בָּרָק, "bliksem") is een Israëlische – Indiase luchtdoelraket als verdediging tegen vliegtuigen, helikopters, antischeepsraketten, onbemande luchtvaartuigen en ballistische raketten en kan vanaf een schip of vanaf land gelanceerd worden.

## Systeem
Een lanceereenheid of batterij op land bestaat uit:
- 3 Mobile Launcher Systems (MLS) met elk 2 × 4 = 8 raketten
- 3 Reloader Vehicles (RV)
- 1 Combat Management System (CMS)
- 1 Mobile Power System (MPS)
- 1 Advanced Long Range Radar IMF-STAR antenne-array
- 1 Radar Power System (RPS)
- 1 Field Service Vehicle (FSV)

## Varianten
Barak 8 bestaat in drie varianten:
- Medium range (MR): 35 km bereik
- Long Range (LR): 70 km bereik[3]
- Extended Range (ER): 150 km bereik, extra vastebrandstof hulpraket.[4][5]

## Ontwikkeling en productie
Israel Aerospace Industries van Israël en Defence Research and Development Organisation van India hebben Barak 8 ontwikkeld.
Israëls Directorate of Research and Development, Elta Systems, Rafael Advanced Defense Systems en India's Bharat Dynamics Limited, Kalyani Rafael Advanced Systems en Tata Advanced Systems produceren Barak 8.
Voor de Indiase strijdkrachten integreert Bharat Dynamics Limited (BDL) de componenten.
BDL investeerde $100 miljoen voor de nieuwe fabriek te Haiderabad (Telangana) en produceert er 100 raketten per jaar.
Kalyani Rafael Advanced Systems (KRAS), een joint venture van Kalyani Group en Rafael Advanced Defense Systems te Haiderabad (Telangana) produceren componenten.
Tata Advanced Systems ontwierpen en bouwen het Combat Management System.
Ook Rafael Advanced Defense Systems, ELTA Systems, Larsen & Toubro en Bharat Electronics (BEL) produceren componenten.

## Inzet
Op 2 juli 2022 schoot het Sa'ar 5-klasse korvet INS Eilat (501) met Barak 8 raketten  drie onbemande luchtvaartuigen van Hezbollah neer boven het Karish (gasveld) in de Middellandse Zee.

## Gebruikers

### Huidige gebruikers
- India: Premier Narendra Modi heeft voor $2,5 miljard besteld.[10]
  - Indiase landmacht: 5 regimenten besteld
    - Abhra regiment, 33e legerkorps

  - Indiase luchtmacht: 9 squadrons besteld
    - MR squadron, 41e Wing, Jaisalmer Airport
    - MR squadron, 8e Wing, Adampur Airport

  - Indiase zeemacht
    - Vliegdekschip INS Vikrant vanaf 2021[11][12]
    - Kolkata-klasse torpedobootjagers vanaf 2015[13][14][15][16][17]
    - Visakhapatnam-klasse torpedobootjagers vanaf 2021[18]
    - Nilgiri-klasse fregatten vanaf 2025
- Israël: Op Sa'ar 5-klasse korvetten en Sa'ar 4.5-klasse raketboten.
- Azerbeidzjan: Azerbeidzjan kocht 12 Barak 8 systemen en 75 raketten.[19]
- Cyprus: Levering ontvangen in 2024.[20]
- Marokko: Contract voor $500 miljoen ondertekend in februari 2022 en levering begonnen in 2023.[21][22]

### Toekomstige gebruikers
- Nederland: Staatssecretaris bij het Ministerie van Defensie Gijs Tuinman heeft de bestelling aangekondigd voor multifunctionele ondersteuningsvaartuigen van de Koninklijke Marine.[23]
- Slowakije: Bestelling voor $583 miljoen geplaatst.[24]
- Griekenland: Contract ondertekend.[25]

### Geïnteresseerde landen
- Duitsland [26]
- Polen Test in 2014.[27]
- Saoedi-Arabië
- Verenigde Arabische Emiraten [28]
- Vietnam [29]
- Filipijnen
- Armenië